# پارک ملی بلافیلا شکیرفیلا
پارک ملی بلافیلا شکیرفیلا (به لاتین: Blåfjella–Skjækerfjella National Park) یک پارک ملی در نروژ است که در Verdal واقع شده‌است.

## جغرافیا
پارک در استان تروندلاگ، نروژ قرار دارد و سومین پارک بزرگ در سرزمین اصلی نروژ است. این پارک فرصت‌های خوبی برای شکار، ماهیگیری و سایر تفریحات در فضای باز را فراهم می‌کند. پارک در سال ۱۹۷۰ ایجاد شد و مساحت آن ۱۸۲ کیلومتر مربع (۷۰ متر مربع) بود